# István Szijjártó
István Szijjártó (slowenisch Števan Sijarto; * 1765 in Večeslavci; † 10. September 1833 in Domanjševci) war ein slowenischer evangelischer Lehrer und Dichter in Ungarn.
István Szijjártó wuchs im Prekmurje (Übermurgebiet) auf, sein Vater war Iván Szijjártó. Er lernte in Tschobing (Nemescsó, bei Szombathely) und Ödenburg (Sopron) im Evangelischen Lykeion. Danach lehrte er in Križevci, später in Puconci (1787–1806). Zuletzt war er in Domanjševci tätig.
Sein bedeutendstes Werk ist das Gesangbuch Mrtvecsne Peszmi (Toten-Gesänge).

## Werke
- Mrtvecsne Peszmi, stere szo szti sztári piszm vküp pobráne, pobougsane, ino, na haszek szlovenszkoga národa zdaj oprvics Na szvetloszt dáne, po S. S. P. S. Stampane v Szombotheli, Pri Sziesz Antoni vu Leti 1796. (Eintrag bei COBISS)
- Molítvi, na sztári szlovenszki jezik obrnyene, ino na haszek szlovenzkoga národa vö dáne po Szyárto Stevani Püczonszkom Solzskom Vucziteli. Stampane v-Soproni, pri Siesz Anni Klári vu leti 1797. (Eintrag bei COBISS)
- Sztarisinsztvo, i zvacsinsztvo, szem szpodobnimi prilikami za volo, szvádbeni mladénczov. S. L. D. V-Soproni, szpiszkimi Sziesz Antona vu leti 1807.
- Sztarisinsztvo i zvacsinsztvo vödáno po Udvary Ferenczi kermedinszkom knigovezári. Na lasztivnom sztroski. V-Szombatheli z-piszkmi Bertalanffy Imrea 1852.